# Aké Arnaud Loba
Aké Arnaud Loba (Divo, 1º aprile 1998) è un calciatore ivoriano, attaccante svincolato.

## Statistiche

### Presenze e reti nei club
Statistiche aggiornate al 23 giugno 2022.
| Stagione         | Squadra          | Campionato       | Campionato | Campionato | Coppe nazionali | Coppe nazionali | Coppe nazionali | Coppe continentali | Coppe continentali | Coppe continentali | Altre coppe | Altre coppe | Altre coppe | Totale | Totale |
| Stagione         | Squadra          | Comp             | Pres       | Reti       | Comp            | Pres            | Reti            | Comp               | Pres               | Reti               | Comp        | Pres        | Reti        | Pres   | Reti   |
| ---------------- | ---------------- | ---------------- | ---------- | ---------- | --------------- | --------------- | --------------- | ------------------ | ------------------ | ------------------ | ----------- | ----------- | ----------- | ------ | ------ |
| 2018             | Univ. San Martín | L1               | 32         | 18         |                 | -               | -               |                    | -                  | -                  |             | -           | -           | 32     | 18     |
| gen.-giu. 2019   | Querétaro        | LM               | 17         | 3          | CM              | 3               | 2               |                    | -                  | -                  |             | -           | -           | 20     | 5      |
| lug.-dic. 2019   | Querétaro        | LM               | 19         | 6          | CM              | 2               | 0               |                    | -                  | -                  |             | -           | -           | 21     | 6      |
| Totale Querétaro | Totale Querétaro | Totale Querétaro | 36         | 9          |                 | 5               | 2               |                    | -                  | -                  |             | -           | -           | 41     | 11     |
| gen.-giu. 2020   | Monterrey        | LM               | 3          | 1          | CM              | 4               | 0               |                    | -                  | -                  |             | -           | -           | 7      | 1      |
| 2020-2021        | Monterrey        | LM               | 18         | 5          |                 | -               | -               | CCL                | 2                  | 1                  |             | -           | -           | 20     | 6      |
| Totale Monterrey | Totale Monterrey | Totale Monterrey | 21         | 6          |                 | 4               | 0               |                    | 2                  | 1                  |             | -           | -           | 27     | 7      |
| lug.-dic. 2021   | Nashville        | MLS              | 19         | 1          |                 | -               | -               |                    | -                  | -                  |             | -           | -           | 19     | 1      |
| 2022             | Nashville        | MLS              | 15         | 1          | USOC            | 2               | 1               |                    | -                  | -                  |             | -           | -           | 17     | 2      |
| Totale Nashville | Totale Nashville | Totale Nashville | 34         | 2          |                 | 2               | 1               |                    | -                  | -                  |             | -           | -           | 36     | 3      |
| Totale carriera  | Totale carriera  | Totale carriera  | 123        | 35         |                 | 11              | 3               |                    | 2                  | 1                  |             | -           | -           | 136    | 39     |